# Circus Galop
Circus Galop은 캐나다의 작곡가인 마르크 앙드렝 아믈렝이 자동 피아노 연주용으로 작곡한 곡이다. 이 곡은 1991년에서 1994년에 걸쳐 피아노 롤 제작자인 비트릭스와 위르겐 후커를 위해 작곡되었다. 연주시간은 대략 4~5분 정도이다. 이 곡의 악보는 소리브지 아치브(Sorabji Archive)를 통해 얻을 수 있다. 이 곡의 피아노 롤은 2008년 4월부터 아믈렝의 자동 피아노를 위한 MDG 라벨곡 3개를 녹음한 볼프강 헤이시그와 위르겐 후커를 통해 얻을 수 있다. 이 곡은 한 번에 최대 21개 음을 동시에 연주해야 하기 때문에, 곡을 편집하지 않은 원곡으로 혼자서는 연주할 수 없다.